# Strikeforce: Revenge
Strikeforce: Revenge foi um evento de artes marciais mistas promovido pelo Strikeforce, ocorrido em 9 de junho de 2006 no HP Pavilion em San Jose, California. O evento principal contou com a estréia norte-americana de Alistair Overeem.

## Ver Também
- Strikeforce

## Ligações Externas
Site Oficial do Strikeforce